# Geraldine Feeney
Geraldine Feeney (* 9. September 1957) ist eine irische Politikerin und war von 2002 bis 2011 Senatorin im Seanad Éireann.
Feeney besuchte das University College in Galway. 1997 kandidierte sie erfolglos für einen Sitz im 21. Seanad Éireann. Erst 2003 bei den Wahlen zum 22. Seanad Éireann gelang ihr für die Fianna Fáil der Einzug in das irische Oberhaus. 2007 wurde Feeney wiedergewählt.
Feeney ist verwitwet und Mutter von vier Kindern.